# ATP World Tour Finals 2012
Les ATP World Tour Finals 2012, également appelés Masters 2012 dans le langage courant, sont la 43e édition du Masters de tennis masculin, qui réunit les huit meilleurs joueurs disponibles en fin de saison ATP en simple. Les huit meilleures équipes de double sont également réunies pour la 38e fois.
La compétition se déroule à l'O2 Arena de Londres.

## Primes et points
| Tour                             | Prime       | Points |
| -------------------------------- | ----------- | ------ |
| Cumul pour le vainqueur invaincu | 1 760 000 $ | 1 500  |
| Pour la victoire en finale       | 830,000 $   | + 500  |
| Pour la victoire en demi-finale  | 410,000 $   | + 400  |
| Pour chaque match de poule gagné | 130,000 $   | + 200  |
| Pour chaque participant          | 130,000 $   | –      |
| Pour chaque remplaçant           | 75,000 $    | –      |

| Tour                             | Prime     | Points |
| -------------------------------- | --------- | ------ |
| Cumul pour le vainqueur invaincu | 330,000 $ | 1 500  |
| Pour la victoire en finale       | 125,000 $ | + 500  |
| Pour la victoire en demi-finale  | 65,000 $  | + 400  |
| Pour chaque match de poule gagné | 25,000 $  | + 200  |
| Pour chaque participant          | 65,000 $  | –      |
| Pour chaque remplaçant           | 25,000 $  | –      |

## Résultats en simple

### Faits marquants
- Absent des courts depuis son élimination du tournoi de Wimbledon, Rafael Nadal déclare à nouveau forfait pour le Masters[2] dans le cadre de son rétablissement après une blessure aux genoux appelée « maladie de Hoffa »[3]. Janko Tipsarević qui a joué comme remplaçant en 2011, intègre cette fois les huit qualifiés à la suite du forfait de Rafael Nadal.
- Dans la course aux points lors du Masters de Paris-Bercy ce sont Richard Gasquet et Nicolás Almagro qui se qualifient en tant que remplaçants pour le Masters au détriment de Juan Mónaco, John Isner, Marin Čilić et Milos Raonic.
- Lors du tournoi, seul Juan Martín del Potro a battu un joueur mieux classé que lui, Roger Federer en poules.
- Jo-Wilfried Tsonga termine sa saison 2012 en n'ayant battu aucun membre du Top 8, ce qui ne lui était pas arrivé depuis la saison 2007.
- Pour la première fois depuis 2004 il y a en demi-finale 4 joueurs qui possède au moins 1 titre en tournoi du Grand Chelem à leurs palmarès.
- David Ferrer enregistre une 14e défaite face à Roger Federer sans aucune victoire.
- Le Serbe Novak Djokovic remporte le tournoi pour la deuxième fois après 2008.

### Participants
| Ordre de qualification | Classement ATP Race | Date de qualification | Meilleure performance | Joueur                | Résultat    |
| ---------------------- | ------------------- | --------------------- | --------------------- | --------------------- | ----------- |
| 1                      | 4                   | 26 juin 2012          | F (1)                 | Rafael Nadal          | Forfait     |
| 2                      | 1                   | 9 juillet 2012        | V (1)                 | Novak Djokovic        | V (5V, 0D)  |
| 2                      | 2                   | 9 juillet 2012        | V (6)                 | Roger Federer         | F (3V, 2D)  |
| 3                      | 3                   | 10 septembre 2012     | DF (2)                | Andy Murray           | DF (2V, 2D) |
| 4                      | 5                   | 15 octobre 2012       | F (1)                 | David Ferrer          | RR (2V, 1D) |
| 5                      | 6                   | 22 octobre 2012       | DF (1)                | Tomáš Berdych         | RR (1V, 2D) |
| 6                      | 7                   | 29 octobre 2012       | F (1)                 | Juan Martín del Potro | DF (2V, 2D) |
| 7                      | 8                   | 5 novembre 2012       | F (1)                 | Jo-Wilfried Tsonga    | RR (0V, 3D) |
| 7                      | 9                   | 5 novembre 2012       | RR (1)                | Janko Tipsarević      | RR (0V, 3D) |

| Classement ATP Race | Joueur          | Résultat |
| ------------------- | --------------- | -------- |
| 10                  | Andreas Seppi   | –        |
| 11                  | Nicolás Almagro | –        |

### Confrontations avant le Masters
| Joueur                | ND    | RF    | AM   | DF   | TB   | JMdP | JWT | JT  |
| --------------------- | ----- | ----- | ---- | ---- | ---- | ---- | --- | --- |
| Novak Djokovic        |       | 12-16 | 9-7  | 9-5  | 10-1 | 6-2  | 8-5 | 5-2 |
| Roger Federer         | 16-12 |       | 8-10 | 13-0 | 11-5 | 13-3 | 8-3 | 5-0 |
| Andy Murray           | 7-9   | 10-8  |      | 6-5  | 3-4  | 5-1  | 6-1 | 5-3 |
| David Ferrer          | 5-9   | 0-13  | 5-6  |      | 5-3  | 5-2  | 2-1 | 3-1 |
| Tomáš Berdych         | 1-10  | 5-11  | 4-3  | 3-5  |      | 2-4  | 3-1 | 3-5 |
| Juan Martín del Potro | 2-6   | 3-13  | 1-5  | 2-5  | 4-2  |      | 5-2 | 3-0 |
| Jo-Wilfried Tsonga    | 5-8   | 3-8   | 1-6  | 1-2  | 1-3  | 2-5  |     | 0-0 |
| Janko Tipsarević      | 2-5   | 0-5   | 3-5  | 1-3  | 5-3  | 0-3  | 0-0 |     |

| % Victoires |              |
| ----------- | ------------ |
| ND          | 59-38 (61 %) |
| RF          | 74-33 (69 %) |
| AM          | 42-31 (57 %) |
| DF          | 25-35 (41 %) |
| TB          | 21-39 (35 %) |
| JMdP        | 20-33 (41 %) |
| JWT         | 13-32 (28 %) |
| JT          | 11-24 (34 %) |

### Phase de groupes

#### Groupe A
- Novak Djokovic (no 1)
- Andy Murray (no 3)
- Tomáš Berdych (no 5)
- Jo-Wilfried Tsonga (no 7)

Résultats
| Horaire             | Vainqueur      | Vaincu             | Score         | Durée  |
| ------------------- | -------------- | ------------------ | ------------- | ------ |
| lun. 5 nov. 14 h 45 | Andy Murray    | Tomáš Berdych      | 3-6, 6-3, 6-4 | 2 h 16 |
| lun. 5 nov. 20 h 45 | Novak Djokovic | Jo-Wilfried Tsonga | 7-64, 6-3     | 1 h 39 |
| mer. 7 nov. 14 h 45 | Novak Djokovic | Andy Murray        | 4-6, 6-3, 7-5 | 2 h 34 |
| mer. 7 nov. 20 h 45 | Tomáš Berdych  | Jo-Wilfried Tsonga | 7-5, 3-6, 6-1 | 1 h 52 |
| ven. 9 nov. 14 h 45 | Novak Djokovic | Tomáš Berdych      | 6-2, 7-66     | 1 h 37 |
| ven. 9 nov. 20 h 45 | Andy Murray    | Jo-Wilfried Tsonga | 6-2, 7-63     | 1 h 35 |

Classement
| Rang poule | Classement ATP Race | Joueur             | Match(s) G-P | Set(s) G-P | Jeux G-P |
| ---------- | ------------------- | ------------------ | ------------ | ---------- | -------- |
| 1          | 1                   | Novak Djokovic     | 3-0          | 6-1 (+5)   | 43-31    |
| 2          | 3                   | Andy Murray        | 2-1          | 5-3 (+2)   | 42-35    |
| 3          | 5                   | Tomáš Berdych      | 1-2          | 3-5 (-2)   | 37-43    |
| 4          | 8                   | Jo-Wilfried Tsonga | 0-3          | 1-6 (-5)   | 29-42    |

#### Groupe B
- Roger Federer (no 2)
- David Ferrer (no 4)
- Juan Martín del Potro (no 6)
- Janko Tipsarević (no 8)

Résultats
| Horaire              | Vainqueur             | Vaincu                | Score          | Durée  |
| -------------------- | --------------------- | --------------------- | -------------- | ------ |
| mar. 6 nov. 14 h 45  | Roger Federer         | Janko Tipsarević      | 6-3, 6-1       | 1 h 9  |
| mar. 6 nov. 20 h 45  | David Ferrer          | Juan Martín del Potro | 6-3, 3-6, 6-4  | 2 h 16 |
| jeu. 8 nov. 14 h 45  | Roger Federer         | David Ferrer          | 6-4, 7-65      | 1 h 48 |
| jeu. 8 nov. 20 h 45  | Juan Martín del Potro | Janko Tipsarević      | 6-0, 6-4       | 1 h 16 |
| sam. 10 nov. 14 h 45 | Juan Martín del Potro | Roger Federer         | 7-63, 4-6, 6-3 | 2 h 1  |
| sam. 10 nov. 20 h 45 | David Ferrer          | Janko Tipsarević      | 4-6, 6-3, 6-1  | 2 h 7  |

Classement
| Rang poule | Classement ATP Race | Joueur                | Match(s) G-P | Set(s) G-P | Jeux G-P |
| ---------- | ------------------- | --------------------- | ------------ | ---------- | -------- |
| 1          | 2                   | Roger Federer         | 2-1          | 5-2 (+3)   | 40-31    |
| 2          | 7                   | Juan Martín del Potro | 2-1          | 5-3 (+2)   | 42-34    |
| 3          | 5                   | David Ferrer          | 2-1          | 4-4 (±0)   | 41-36    |
| 4          | 9                   | Janko Tipsarević      | 0-3          | 1-6 (-5)   | 18-40    |

### Phase finale
|  |                                  |            |               |            |            |                               |     |        |        |        |        |        |
|  | 1/2 finale                       | 1/2 finale | 1/2 finale    | 1/2 finale | 1/2 finale |                               |     | Finale | Finale | Finale | Finale | Finale |
|  | 11 novembre 2012 à 15 h 15 UTC+1 |            |               |            |            |                               |     |        |        |        |        |        |
|  |                                  |            |               |            |            |                               |     |        |        |        |        |        |
|  | Novak Djokovic                   | (1)        | 4             | 6          | 6          |                               |     |        |        |        |        |        |
|  | Novak Djokovic                   | (1)        | 4             | 6          | 6          | 12 novembre 2012 à 21 h UTC+1 |     |        |        |        |        |        |
|  | Juan Martín del Potro            | (6)        | 6             | 3          | 2          |                               |     |        |        |        |        |        |
|  | Juan Martín del Potro            | (6)        | 6             | 3          | 2          | Novak Djokovic                | (1) | 7      | 7      |        |        |        |
|  | 11 novembre 2012 à 20 h 45 UTC+1 |            |               |            |            | Novak Djokovic                | (1) | 7      | 7      |        |        |        |
|  |                                  |            | Roger Federer | (2)        | 6          | 5                             |     |        |        |        |        |        |
|  | Roger Federer                    | (2)        | Roger Federer | (2)        | 6          | 5                             | 7   | 6      |        |        |        |        |
|  | Roger Federer                    | (2)        |               |            |            |                               | 7   | 6      |        |        |        |        |
|  | Andy Murray                      | (3)        | 65            | 2          |            |                               |     |        |        |        |        |        |
|  | Andy Murray                      | (3)        | 65            | 2          |            |                               |     |        |        |        |        |        |

### Classement final
| Résultat       | Classement ATP Race | Joueur                | Match(s) G-P | Set(s) G-P | Jeux G-P    | Points gagnés | Nouveau rang |
| -------------- | ------------------- | --------------------- | ------------ | ---------- | ----------- | ------------- | ------------ |
| Vainqueur      | 1                   | Novak Djokovic        | 5-0 (+5)     | 10-2 (+8)  | 73-53 (+20) | 1500          | 1            |
| Finaliste      | 2                   | Roger Federer         | 3-2 (+1)     | 7-4 (+3)   | 64-53 (+11) | 800           | 2            |
| Demi-finaliste | 7                   | Juan Martín del Potro | 2-2 (±0)     | 6-5 (+1)   | 53-50 (+3)  | 400           | 7            |
| Demi-finaliste | 3                   | Andy Murray           | 2-2 (±0)     | 5-5 (±0)   | 50-48 (+2)  | 400           | 3            |
| Poule          | 5                   | David Ferrer          | 2-1 (+1)     | 4-4 (±0)   | 41-36 (+5)  | 400           | 5            |
| Poule          | 6                   | Tomáš Berdych         | 1-2 (-1)     | 3-5 (-2)   | 37-43 (-6)  | 200           | 6            |
| Poule          | 8                   | Jo-Wilfried Tsonga    | 0-3 (-3)     | 1-6 (-5)   | 29-42 (-13) | 0             | 8            |
| Poule          | 9                   | Janko Tipsarević      | 0-3 (-3)     | 1-6 (-5)   | 18-40 (-22) | 0             | 9            |

## Résultats en double

### Faits marquants
- Pour leur 1re participation aux ATP World Tour Finals, Marc López et Marcel Granollers gagnent 4 de leurs 5 matchs et remportent le tournoi de fin d'année[4].

### Participants
| Ordre de qualification | Classement ATP | Date de qualification | Meilleure performance | Équipe                                 | Résultat    |
| ---------------------- | -------------- | --------------------- | --------------------- | -------------------------------------- | ----------- |
| 1                      | 2              | 9 août 2012           | V (2) V (4)           | Max Mirnyi Daniel Nestor               | RR (1V, 2D) |
| 2                      | 1              | 12 août 2012          | V (3)                 | Bob Bryan Mike Bryan                   | RR (1V, 2D) |
| 3                      | 4              | 19 août 2012          | RR (1)                | Robert Lindstedt Horia Tecău           | RR (1V, 2D) |
| 4                      | 3              | 6 octobre 2012        | F (4) –               | Leander Paes Radek Štěpánek            | DF (3V, 1D) |
| 5                      | 11             | 15 octobre 2012       | –                     | Jonathan Marray Frederik Nielsen       | DF (2V, 2D) |
| 6                      | 6              | 22 octobre 2012       | –                     | Marcel Granollers Marc López           | V (4V, 1D)  |
| 7                      | 7              | 5 novembre 2012       | RR (1) –              | Aisam-Ul-Haq Qureshi Jean-Julien Rojer | RR (0V, 3D) |
| 8                      | 5              | 5 novembre 2012       | F (4) RR (1)          | Mahesh Bhupathi Rohan Bopanna          | F (3V, 2D)  |

| Classement ATP Race | Équipe                               | Résultat |
| ------------------- | ------------------------------------ | -------- |
| 8                   | Mariusz Fyrstenberg Marcin Matkowski | –        |
| 9                   | Colin Fleming Ross Hutchins          | –        |

### Confrontations avant le Masters
| Équipe                                 | BB/MB | MM/DN | LP/RS | RL/HT | MB/RB | MG/MP | AUIQ/JJR | JM/FN |
| -------------------------------------- | ----- | ----- | ----- | ----- | ----- | ----- | -------- | ----- |
| Bob Bryan Mike Bryan                   |       | 2-3   | 4-2   | 3-1   | 0-0   | 3-0   | 5-0      | 0-1   |
| Max Mirnyi Daniel Nestor               | 3-2   |       | 1-2   | 5-1   | 2-2   | 0-2   | 0-1      | 0-0   |
| Leander Paes Radek Štěpánek            | 2-4   | 2-1   |       | 0-0   | 1-0   | 1-0   | 0-0      | 0-0   |
| Robert Lindstedt Horia Tecău           | 1-3   | 1-5   | 0-0   |       | 2-0   | 3-2   | 1-0      | 0-1   |
| Mahesh Bhupathi Rohan Bopanna          | 0-0   | 2-2   | 0-1   | 0-2   |       | 0-1   | 1-0      | 0-0   |
| Marcel Granollers Marc López           | 0-3   | 2-0   | 0-1   | 2-3   | 1-0   |       | 1-0      | 0-1   |
| Aisam-Ul-Haq Qureshi Jean-Julien Rojer | 1-5   | 1-0   | 0-0   | 0-1   | 0-1   | 0-1   |          | 0-1   |
| Jonathan Marray Frederik Nielsen       | 1-0   | 0-0   | 0-0   | 1-0   | 0-0   | 1-0   | 1-0      |       |

| % Victoires |              |
| ----------- | ------------ |
| BB/MB       | 17-8 (68 %)  |
| MM/DN       | 11-10 (52 %) |
| LP/RS       | 6-5 (55 %)   |
| RL/HT       | 8-11 (42 %)  |
| MB/RB       | 3-6 (33 %)   |
| MG/ML       | 6-8 (43 %)   |
| AUIQ/JJR    | 2-9 (18 %)   |
| JM/FN       | 4-0 (100 %)  |

### Phase de groupes

#### Groupe A
- Bob Bryan
 Mike Bryan (no 1)
- Leander Paes
 Radek Štěpánek (no 3)
- Marcel Granollers
 Marc López (no 6)
- Aisam-Ul-Haq Qureshi
 Jean-Julien Rojer (no 7)

Résultats
| Horaire           | Vainqueurs                   | Vaincus                                | Score           | Durée  |
| ----------------- | ---------------------------- | -------------------------------------- | --------------- | ------ |
| lun. 5 nov. 18 h  | Marcel Granollers Marc López | Bob Bryan Mike Bryan                   | 7-5, 5-7, 11-9  | 1 h 38 |
| mar. 6 nov. 18 h  | Leander Paes Radek Štěpánek  | Aisam-Ul-Haq Qureshi Jean-Julien Rojer | 6-4, 7-5        | 1 h 33 |
| jeu. 8 nov. 13 h  | Leander Paes Radek Štěpánek  | Marcel Granollers Marc López           | 7-5, 6-4        | 1 h 31 |
| jeu. 8 nov. 18 h  | Bob Bryan Mike Bryan         | Aisam-Ul-Haq Qureshi Jean-Julien Rojer | 7-5, 6-4        | 1 h 16 |
| sam. 10 nov. 13 h | Leander Paes Radek Štěpánek  | Bob Bryan Mike Bryan                   | 6-4, 6-76, 10-7 | 1 h 44 |
| sam. 10 nov. 18 h | Marcel Granollers Marc López | Aisam-Ul-Haq Qureshi Jean-Julien Rojer | 6-4, 6-2        | 1 h 10 |

Classement
| Rang poule | Classement ATP Race | Équipe                                 | Match(s) G-P | Set(s) G-P | Jeux G-P |
| ---------- | ------------------- | -------------------------------------- | ------------ | ---------- | -------- |
| 1          | 3                   | Leander Paes Radek Štěpánek            | 3-0          | 6-1        | 39-29    |
| 2          | 6                   | Marcel Granollers Marc López           | 2-1          | 4-3        | 34-31    |
| 3          | 1                   | Bob Bryan Mike Bryan                   | 1-2          | 4-4        | 36-35    |
| 4          | 7                   | Aisam-Ul-Haq Qureshi Jean-Julien Rojer | 0-3          | 0-6        | 24-38    |

#### Groupe B
- Max Mirnyi
 Daniel Nestor (no 2)
- Robert Lindstedt
 Horia Tecău (no 4)
- Mahesh Bhupathi
 Rohan Bopanna (no 5)
- Jonathan Marray
 Frederik Nielsen (no 11)

Résultats
| Horaire          | Vainqueurs                       | Vaincus                          | Score            | Durée  |
| ---------------- | -------------------------------- | -------------------------------- | ---------------- | ------ |
| lun. 5 nov. 13 h | Max Mirnyi Daniel Nestor         | Robert Lindstedt Horia Tecău     | 4-6, 7-61, 12-10 | 1 h 36 |
| mar. 6 nov. 13 h | Jonathan Marray Frederik Nielsen | Mahesh Bhupathi Rohan Bopanna    | 6-4, 61-7, 12-10 | 1 h 36 |
| mer. 7 nov. 13 h | Mahesh Bhupathi Rohan Bopanna    | Robert Lindstedt Horia Tecău     | 6-3, 5-7, 10-5   | 1 h 23 |
| mer. 7 nov. 18 h | Jonathan Marray Frederik Nielsen | Max Mirnyi Daniel Nestor         | 7-63, 4-6, 12-10 | 1 h 40 |
| ven. 9 nov. 13 h | Mahesh Bhupathi Rohan Bopanna    | Max Mirnyi Daniel Nestor         | 7-65, 65-7, 10-5 | 1 h 54 |
| ven. 9 nov. 18 h | Robert Lindstedt Horia Tecău     | Jonathan Marray Frederik Nielsen | 6-3, 7-5         | 1 h 18 |

Classement
| Rang poule | Classement ATP Race | Équipe                           | Match(s) G-P | Set(s) G-P | Jeux G-P |
| ---------- | ------------------- | -------------------------------- | ------------ | ---------- | -------- |
| 1          | 11                  | Jonathan Marray Frederik Nielsen | 2-1          | 4-4        | 33-36    |
| 2          | 5                   | Mahesh Bhupathi Rohan Bopanna    | 2-1          | 5-4        | 37-36    |
| 3          | 2                   | Max Mirnyi Daniel Nestor         | 1-2          | 4-5        | 37-38    |
| 4          | 4                   | Robert Lindstedt Horia Tecău     | 1-2          | 4-4        | 35-32    |

### Phase finale
|  |                                  |                               |                              |            |            |                               |     |        |        |        |        |        |
|  | 1/2 finale                       | 1/2 finale                    | 1/2 finale                   | 1/2 finale | 1/2 finale |                               |     | Finale | Finale | Finale | Finale | Finale |
|  | 11 novembre 2012 à 13 h UTC+1    | 11 novembre 2012 à 13 h UTC+1 | 1 h 25                       | 1 h 25     | 1 h 25     |                               |     |        |        |        |        |        |
|  | 11 novembre 2012 à 13 h UTC+1    | 11 novembre 2012 à 13 h UTC+1 | 1 h 25                       | 1 h 25     | 1 h 25     |                               |     |        |        |        |        |        |
|  | Leander Paes Radek Štěpánek      | (3)                           | 6                            | 1          | 10         |                               |     |        |        |        |        |        |
|  | Leander Paes Radek Štěpánek      | (3)                           | 6                            | 1          | 10         | 12 novembre 2012 à 19 h UTC+1 |     |        |        |        |        |        |
|  | Mahesh Bhupathi Rohan Bopanna    | (5)                           | 4                            | 6          | 12         |                               |     |        |        |        |        |        |
|  | Mahesh Bhupathi Rohan Bopanna    | (5)                           | 4                            | 6          | 12         | Mahesh Bhupathi Rohan Bopanna | (5) | 5      | 6      | 3      |        |        |
|  | 11 novembre 2012 à 19 h UTC+1    |                               |                              |            |            | Mahesh Bhupathi Rohan Bopanna | (5) | 5      | 6      | 3      |        |        |
|  |                                  |                               | Marcel Granollers Marc López | (6)        | 7          | 3                             | 10  |        |        |        |        |        |
|  | Jonathan Marray Frederik Nielsen | (8)                           | Marcel Granollers Marc López | (6)        | 7          | 3                             | 10  | 4      | 3      |        |        |        |
|  | Jonathan Marray Frederik Nielsen | (8)                           |                              |            |            |                               |     | 4      | 3      |        |        |        |
|  | Marcel Granollers Marc López     | (6)                           | 6                            | 6          |            |                               |     |        |        |        |        |        |
|  | Marcel Granollers Marc López     | (6)                           | 6                            | 6          |            |                               |     |        |        |        |        |        |

### Classement final
| Résultat        | Classement ATP Race | Équipe                                 | Match(s) G-P | Set(s) G-P | Jeux G-P | Points gagnés | Nouveau rang |
| --------------- | ------------------- | -------------------------------------- | ------------ | ---------- | -------- | ------------- | ------------ |
| Vainqueurs      | 6                   | Marcel Granollers Marc López           | 4-1          | 8-4        | 54-49    | 1300          | 5            |
| Finalistes      | 5                   | Mahesh Bhupathi Rohan Bopanna          | 3-2          | 8-7        | 59-54    | 800           | 6            |
| Demi-finalistes | 3                   | Leander Paes Radek Štěpánek            | 3-1          | 7-3        | 46-40    | 600           | 2            |
| Demi-finalistes | 11                  | Jonathan Marray Frederik Nielsen       | 2-2          | 4-6        | 40-48    | 400           | 9            |
| Poule           | 1                   | Bob Bryan Mike Bryan                   | 1-2          | 4-4        | 36-35    | 200           | 1            |
| Poule           | 2                   | Max Mirnyi Daniel Nestor               | 1-2          | 4-5        | 37-38    | 200           | 3            |
| Poule           | 4                   | Robert Lindstedt Horia Tecău           | 1-2          | 4-4        | 35-32    | 200           | 4            |
| Poule           | 7                   | Aisam-Ul-Haq Qureshi Jean-Julien Rojer | 0-3          | 0-6        | 24-38    | 0             | 7            |